# Ин-цзун (династия Сун)
Ин-цзун (кит. 英宗, личное имя — Чжао Шу (кит. 趙曙) 16 февраля 1032 — 25 января 1067) — 5-й китайский император династии Сун в 1063—1067 годах, посмертное имя — Сюань Сяо-хуанди (кит. 宣孝皇帝).

## Биография
Происходил из императорского рода Чжао. Сын принца Чжао Юнчжана. При рождении получил имя Цзонши. Его отец был двоюродным братом императора Жэнь-цзуна и некоторое время считался наследником трона. Однако в 1055 году император Жэнь-цзун избрал в качестве своего преемника именно Чжао Цзонши, который меняет имя на Шу.
После смерти в 1063 году Жэнь-цзуна новым императором становится Чжао Шу, который получает имя Ин-цзун. С самого начала (1064 год) правления между императорскими советниками шли споры относительно статуса умершего отца императора. Одни предлагали предоставить ему звание «императорского дяди», а другие «отца». В конце концов, в 1066 году, Ин-цзун поддержал последних и сумел настоять на своём.
В 1065 году император издал приказ о составления общей истории под названием Цзы чжи тун цзянь («Всеобъемлющее зеркало для помощи правительству»), поручив эту работу известным учёным Сыма Гуану, Лю Шу, Лю Бану и Фан Цзуи.
В 1067 году у императора открылась болезнь сердца, скорее всего это было цереброваскулярное заболевание. Он объявил своего старшего сына Чжао Сюя наследником императорской власти. Скончался Ин-цзун 25 января 1067 года.